# Greater Northdale
Greater Northdale és una concentració de població designada pel cens dels Estats Units a l'estat de Florida. Segons el cens del 2000 tenia 20.461 habitants.

## Demografia
Segons el cens del 2000, Greater Northdale tenia 20.461 habitants, 7.597 habitatges, i 5.545 famílies. La densitat de població era de 1.000 habitants/km².
Dels 7.597 habitatges en un 38,4% hi vivien nens de menys de 18 anys, en un 58,3% hi vivien parelles casades, en un 11,3% dones solteres, i en un 27% no eren unitats familiars. En el 20,3% dels habitatges hi vivien persones soles el 4,1% de les quals corresponia a persones de 65 anys o més que vivien soles. El nombre mitjà de persones vivint en cada habitatge era de 2,67 i el nombre mitjà de persones que vivien en cada família era de 3,12.
Per edats la població es repartia de la següent manera: un 26,4% tenia menys de 18 anys, un 8,1% entre 18 i 24, un 32,6% entre 25 i 44, un 25% de 45 a 60 i un 7,9% 65 anys o més.
L'edat mediana era de 36 anys. Per cada 100 dones de 18 o més anys hi havia 89,1 homes.
La renda mediana per habitatge era de 58.356 $ i la renda mediana per família de 65.356 $. Els homes tenien una renda mediana de 41.150 $ mentre que les dones 31.267 $. La renda per capita de la població era de 25.579 $. Entorn del 3% de les famílies i el 4,7% de la població estaven per davall del llindar de pobresa.

## Poblacions més properes
El següent diagrama mostra les poblacions més properes.